# Jean Acker (Schauspielerin)

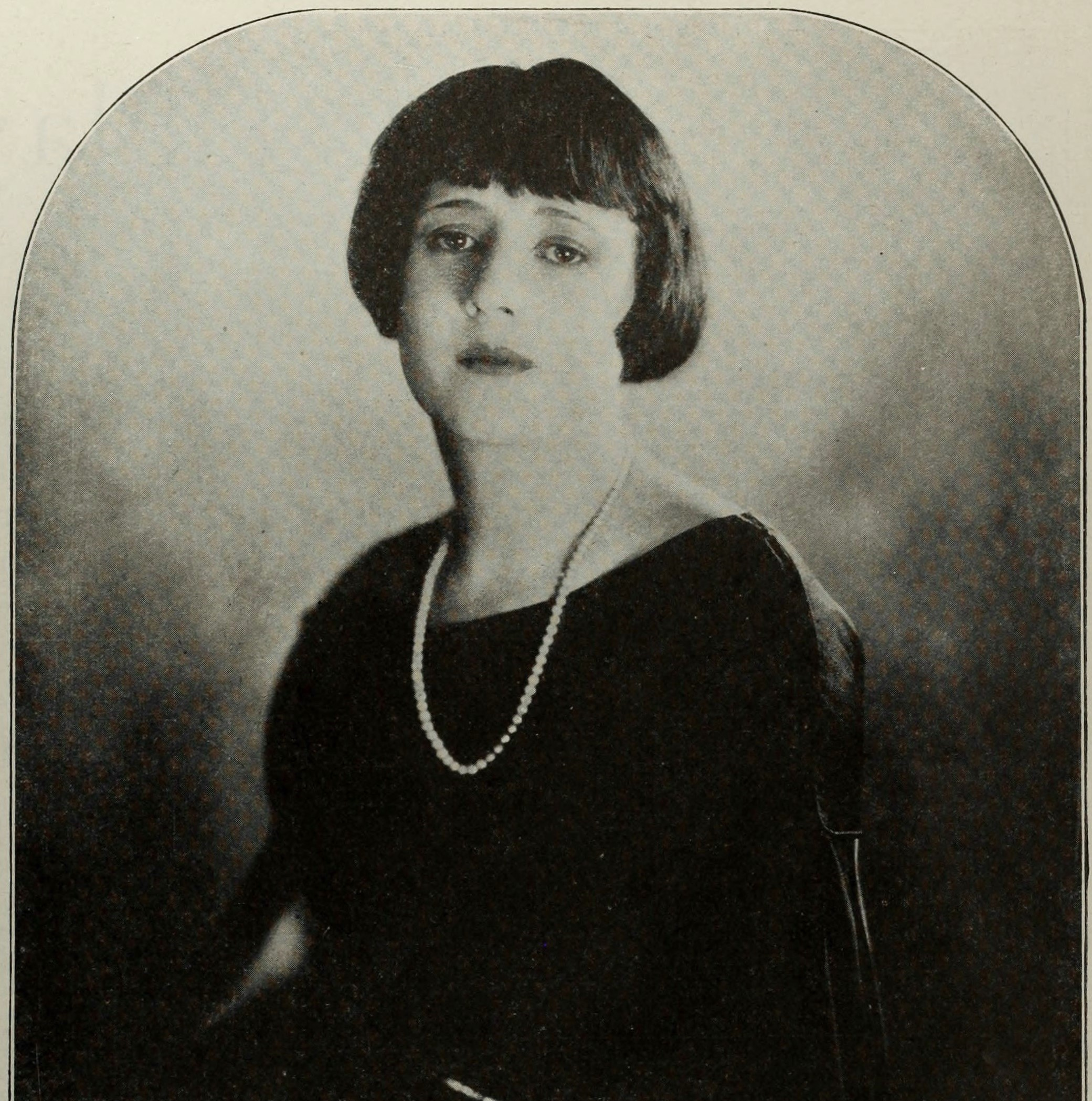
Jean Acker, fotografiert von James Abbe in den 1920ern

Jean Acker (* 23. Oktober 1893 in Trenton, New Jersey als Harriett Acker; † 16. August 1978 in Los Angeles, Kalifornien) war eine US-amerikanische Schauspielerin der Stumm- und frühen Tonfilmzeit.

## Leben
Jean Acker wurde als Harriet Acker am 23. Oktober 1892 in Trenton, New Jersey, als Tochter von Joseph und Margaret Akers geboren. In der Volkszählung von 1900 wird ein Geburtsdatum von 1891 angegeben, und andere Quellen legen ein Geburtsdatum von 1893 nahe.
Ackers Vater war ein Cherokee-Indianer, ihre Mutter stammte aus Irland. Sie wuchs auf einer Farm auf und besuchte die St. Mary’s Seminary-Schule in Springfield. 1910 verließ sie ihr Zuhause und schloss sich einer Vaudeville-Truppe an. 1913 gab Acker ihr Filmdebüt in In a Woman’s Power unter der Regie von Herbert Brenon.
1918 zog sie nach Kalifornien, wo sie zur Protegée und Geliebten der Schauspielerin und Filmproduzentin Alla Nazimova wurde; über deren Kontakte avancierte sie mit 200 $ pro Woche zu einer der bestbezahlten Schauspielerinnen dieser Zeit. Über Nazimova wurde Acker ebenfalls ein Mitglied des Nähkreises, eines Zirkels versteckt lesbischer oder bisexueller Schauspielerinnen. Acker führte zudem eine Beziehung mit der kanadischen Schauspielerin Grace Darmond (1893–1963).
1919 lernte sie den Schauspieler Rudolph Valentino kennen, den sie am 6. November desselben Jahres in Beverly Hills heiratete. Die Ehe hielt allerdings faktisch nur sechs Stunden, da Acker Valentino aus dem gemeinsamen Hotelzimmer warf. Jahre später erklärte Acker, sie habe dies getan, nachdem Valentino ihr gestanden hatte, dass er an Gonorrhoe litt. Die folgende Scheidung zog sich dann über zwei Jahre hin; da Valentino währenddessen zum zweiten Mal heiratete, musste er sich auch wegen Bigamie verantworten. Neben der Scheidung prozessierte Acker gegen Valentino zudem über das Recht, sich weiterhin „Mrs. Rudolph Valentino“ nennen zu dürfen, erst kurz vor seinem Tod söhnten sich die beiden aus. Nach Valentinos Tod schrieb Acker für ihn das damals populäre Liebeslied We Will Meet at the End of the Trail.
1923 lernte Acker die ehemalige Ziegfeld Follies-Revuetänzerin Chloe Carter († 1973) kennen, mit der sie bis zu ihrem Tod zusammenlebte. Acker starb am 16. August 1978 im Alter von 84 Jahren in ihrem Haus in Los Angeles.

## Filmografie
- 1913: The Man Outside
- 1913: In a Woman’s Power
- 1913: Bob’s Baby
- 1913: The Daredevil Mountaineer
- 1914: The $5,000,000 Counterfeiting Plot
- 1915: Are You a Mason?
- 1919: Never Say Quit
- 1920: The Round-Up
- 1921: Brewster’s Millions
- 1922: Her Own Money
- 1923: The Woman in Chains
- 1925: Braveheart
- 1927: The Nest
- 1933: No Marriage Ties
- 1934: Wo ist das Kind der Madeleine F.? (Miss Fane’s Baby Is Stolen)
- 1935: No More Ladies
- 1936: San Francisco
- 1937: Für Sie, Madame… (Vogues of 1938)
- 1939: Good Girls Go to Paris
- 1940: Meine Lieblingsfrau (My Favorite Wife)
- 1942: Obliging Young Lady
- 1944: Der dünne Mann kehrt heim (The Thin Man Goes Home)
- 1945: Ich kämpfe um dich (Spellbound)
- 1945: Weekend im Waldorf (Week-End at the Waldorf)
- 1946: Ist das Leben nicht schön? (It’s a Wonderful Life)
- 1947: Pauline, laß das Küssen sein (The Perils of Pauline)
- 1948: Die bronzene Göttin (The Velvet Touch)
- 1948: Isn’t It Romantic?
- 1951: The Mating Season
- 1952: Something to Live For
- 1955: How to Be Very, Very Popular